# Sent Lari e Sola
Sent Lari e Sola (Saint-Lary-Soulan en francès) és un municipi de la regió d'Occitània, departament dels Alts Pirineus.

## Demografia
| 1962                                       | 1968 | 1975 | 1982 | 1990  | 1999  | 2007  |
| ------------------------------------------ | ---- | ---- | ---- | ----- | ----- | ----- |
| 594                                        | 687  | 710  | 921  | 1.108 | 1.025 | 1.078 |
| Des de 1962: població sense dobles comptes |      |      |      |       |       |       |

## Administració
| Període   | Identitat      | Partit        |
| --------- | -------------- | ------------- |
| 1971-1991 | Vicent Mir     | Divers droite |
| 1991-     | Jean-Henri Mir | Divers droite |